# Maria Leszczyńska
Maria Leszczyńska (Maria Carolina Sofia Felicia) (Trzebnica, 23 giugno 1703 - Versailles, 24 giugno 1768) era la figlia del re eletto Stanislao di Polonia, poi duca di Lorena. Divenne la Regina più longeva di Francia, dal 1725 al 1768, in quanto consorte del re Luigi XV di Francia. È la nonna paterna di tre sovrani francesi, Luigi XVI, Luigi XVIII e Carlo X di Borbone. In seguito al suo matrimonio, il nome polacco di Maria fu trasformato nel francese Marie Leczinska.

## Biografia

### Giovinezza

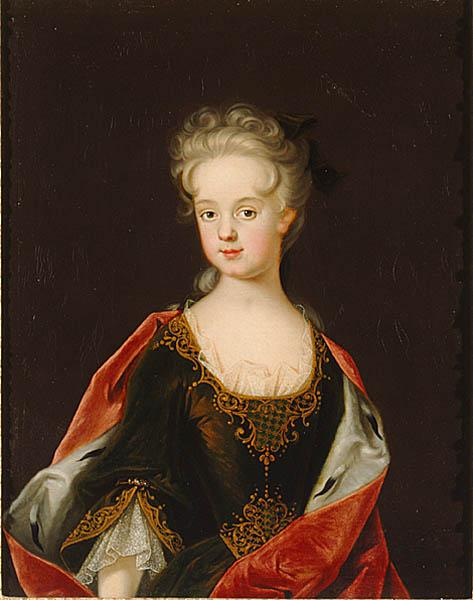
Una giovane Maria Leszczyńska.

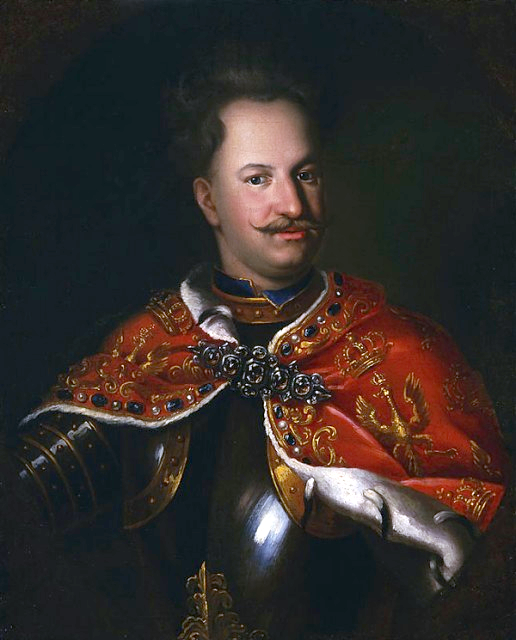
Stanislao Leszczyński di Polonia.

Maria Leszczyńska nacque a Trzebnica il 23 giugno 1703, figlia di Stanislao Leszczyński e di Caterina Opalińska; discendeva da una delle famiglie più ricche ed influenti della Polonia, i Leszczyński, che raggiunse il trono reale nel 1704, quando il padre di Maria, Stanislao I, venne eletto re di Polonia. Nel 1709 però, nel mezzo della Grande guerra del Nord, la Polonia venne invasa dalla Svezia e come conseguenza re Stanislao venne deposto e così la famiglia reale, tra cui Maria, dovette fuggire. Durante la fuga Maria venne separata dalla famiglia per poi essere successivamente trovata con la sua balia nascosta in una culla in una stalla, anche se un'altra versione afferma che era in realtà una cava in una vecchia miniera. Maria si ricongiunse poi con il padre Stanislao, con il quale vivrà in esilio in Svezia, dove re Carlo XII aveva dato loro rifugio nella città svedese di Kristianstad, in Scania. Nel regno svedese, i reali polacchi vennero accolti dalla regina madre Edvige Eleonora e divennero visitatori delle tenute della nobiltà nell'area di Kristianstad.
Nel 1712 visitarono anche Medevi, la spa della regina madre Edvige.  Nel 1714, re Carlo XII di Svezia diede loro il permesso di vivere nella provincia svedese di Zweibrücken in Germania, che lasciarono nel 1718 con la morte del monarca svedese. Maria e Stanislao si trasferirono poi a Wissemburg, in gravi condizioni economiche. Il suo nome completo era Maria Carolina Sofia Felicia.

### Matrimonio

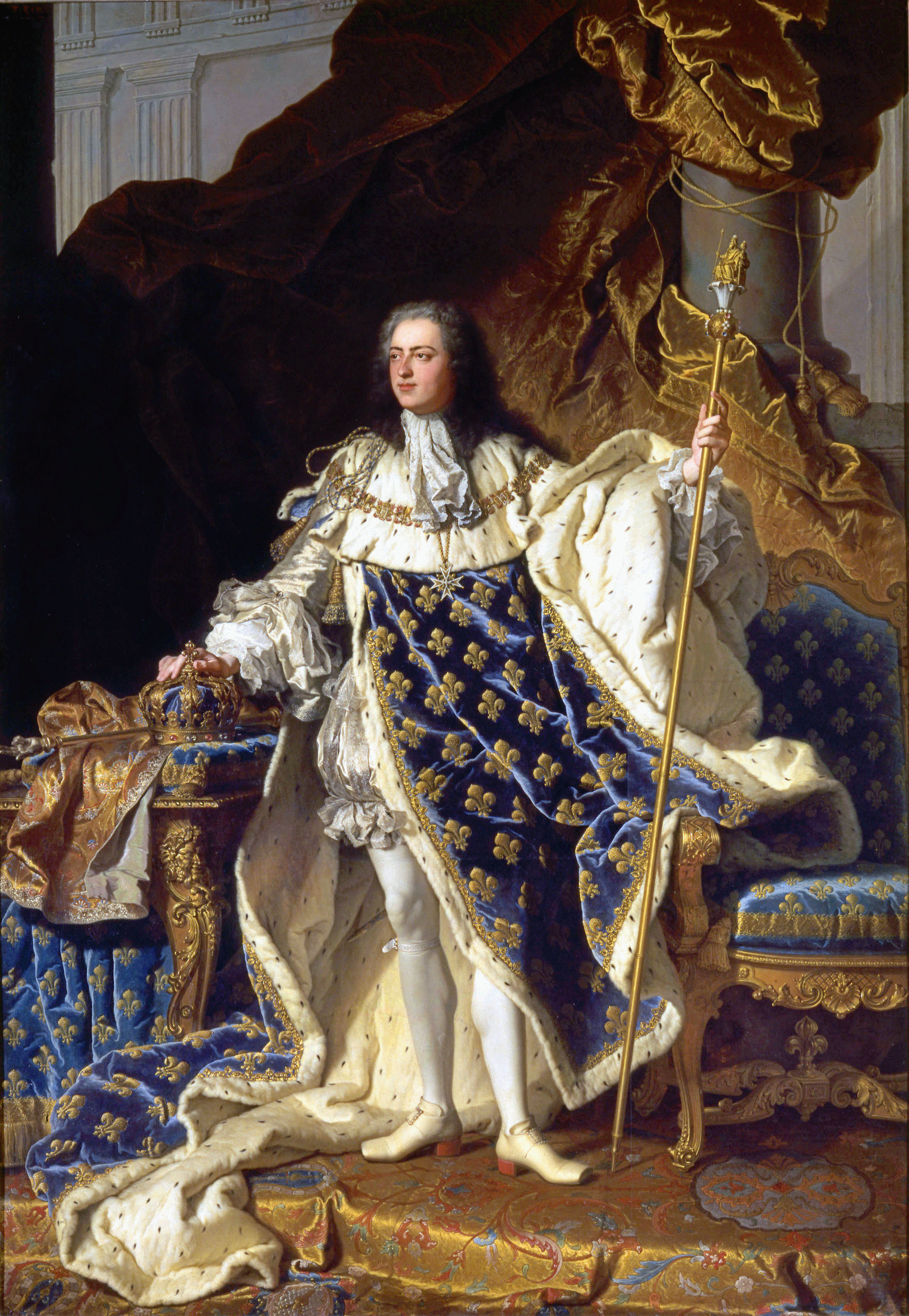
Ritratto di Luigi XV, Hyacinthe Rigaud, Reggia di Versailles.

Maria entrò a far parte della lista di 99 principesse europee idonee, candidate per sposare Luigi XV di Francia. Versailles vedeva di buon occhio le possibile nozze poiché, data la condizione di Maria, non avrebbero comportato legami politici e non avrebbero comportato alleanza internazionali. La scelta cadde su Maria grazie anche a Luigi Enrico, duca di Borbone ed alla marchesa Agnese de Prie, che vedevano nella ragazza un possibile alleato per frenare le ambizioni al trono degli Orléans, ramo cadetto dei Borbone-Francia. Combinate le nozze, Stanislao e Maria si trasferirono a Salisburgo, dove il 15 agosto 1725 venne celebrato il matrimonio per procura al quale lo sposo venne rappresentato dal Duca d'Orléans. Le nozze ufficiali vennero celebrate il 5 settembre 1725 a Fontainebleau; Maria indossava un abito di velluto viola decorato con gigli dorati e un mantello foderato di ermellino. 

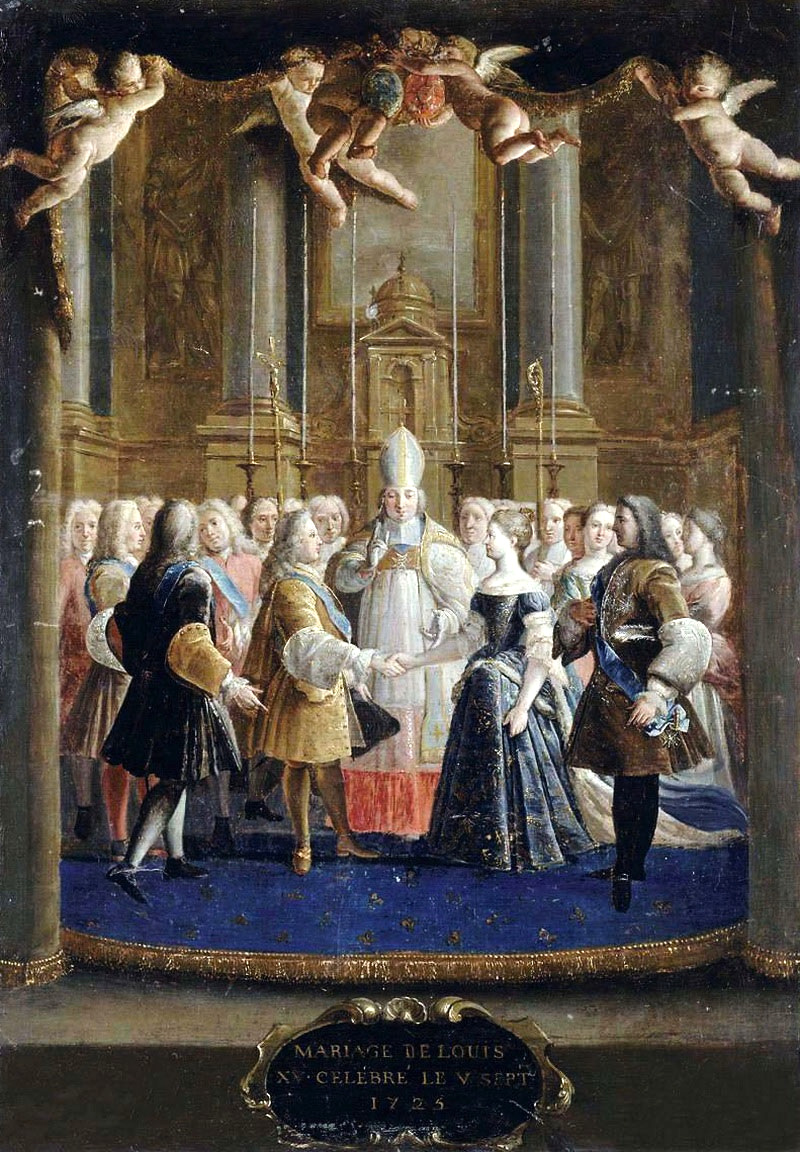
Il matrimonio a Fontainebleau.

Nella Cappella Reale, i giovani sposi furono benedetti dal cardinale Armand I de Rohan-Soubise. Il padre Stanislao non fu testimone delle nozze, poiché la rigidissima etichetta di Versailles non ne consentiva la presenza. Solo in ottobre i genitori della Regina vennero a farle visita. Come regalo di nozze, ricevette una scatola di gioielli. Dopo il banchetto nuziale, nel teatro di corte venne rappresentata una commedia di Molière. Di notte la coppia venne condotta in camere da letto separate. Solo dopo qualche tempo Luigi XV fece visita alla moglie. Lo sposo aveva quindici anni mentre Maria ventidue. L'incontro tra i due avvenne alla vigilia delle nozze e pare che i due si piacquero, tuttavia giravano voci a corte riguardo all'aspetto della futura regina di Francia, descritta come brutta, epilettica e sterile ma anche poco "reale", visto il breve regno polacco del re che fu anche deposto. Il memorialista Edmond Jean François Barbier scrisse: "Questo matrimonio non piace a nessuno. Stupisce tutti, perché in realtà non si addice in alcun modo al re di Francia". La grazia modesta della nuova regina piacque da principio al giovane sovrano ma anche al popolo francese. In seguito al suo matrimonio, il nome polacco di Maria fu trasformato nel francese Marie Leczinska. La coppia ebbe undici figli:
- Luisa Elisabetta (1727 - 1759)
- Enrichetta Anna (1727 - 1752)
- Maria Luisa (1728 - 1733)
- Luigi Ferdinando (1729 - 1765)
- Filippo (1730 - 1733)
- Adelaide (1732 - 1800)
- Vittoria (1733 - 1799)
- Sofia (1734 - 1782)
- Figlio (1735)
- Maria Teresa Felicita (1736 - 1744)
- Luisa Maria (1737 - 1787)

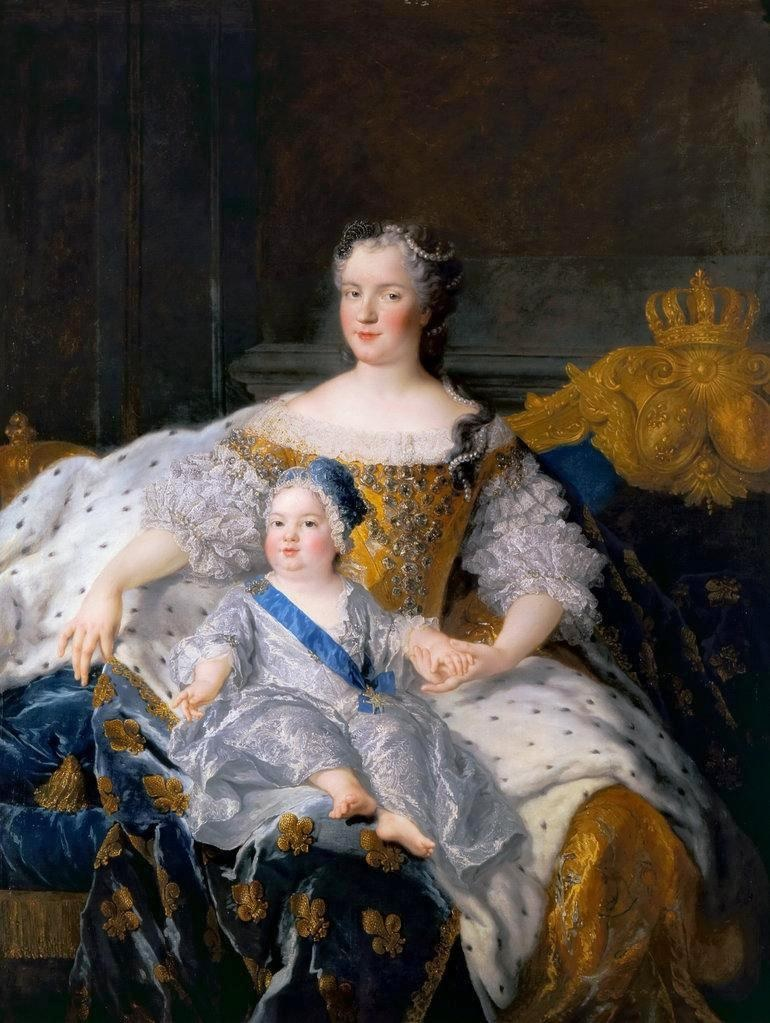
Maria assieme al figlio, il Delfino.

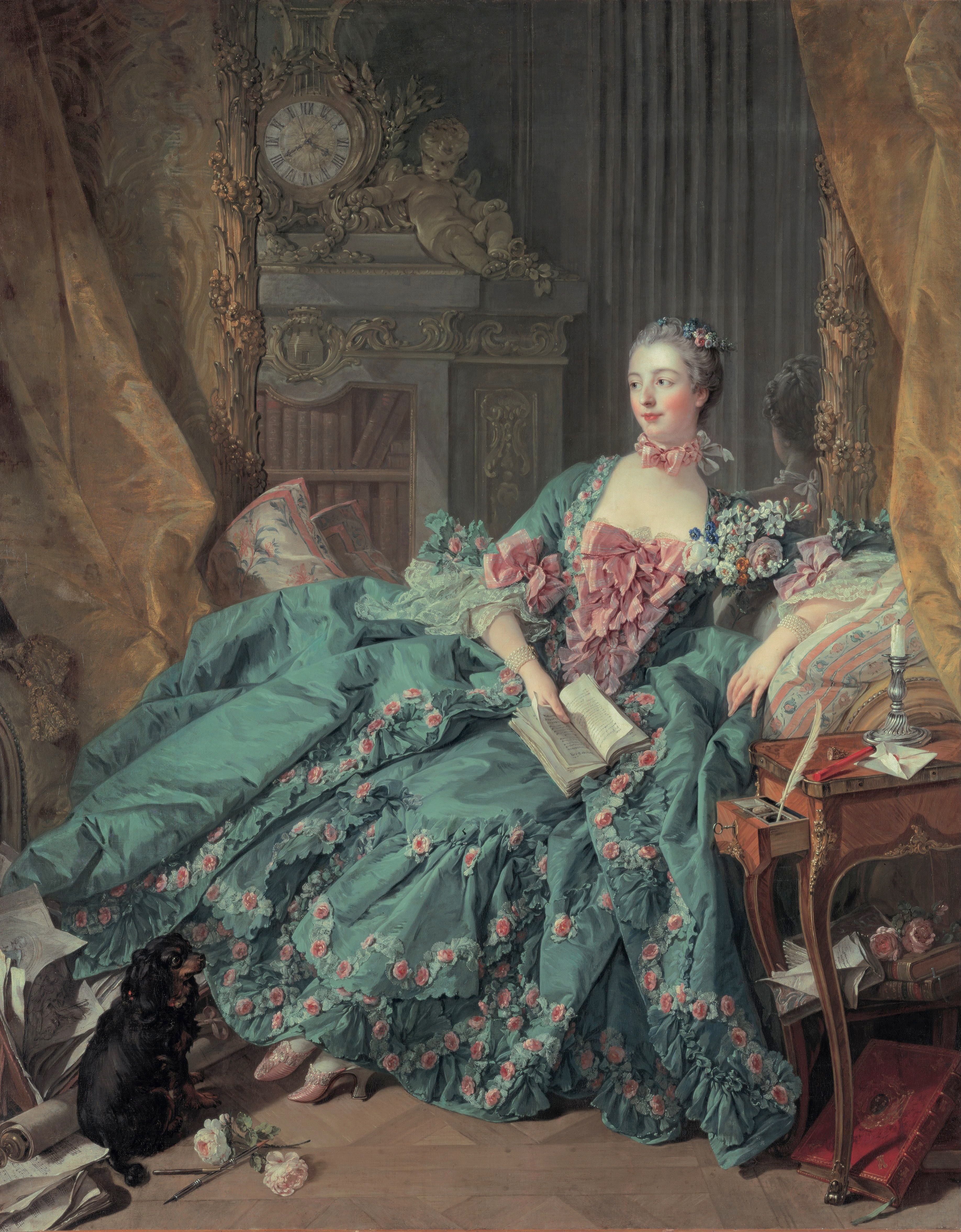
Madame de Pompadour nel 1756.

I rapporti tra Luigi XV e la regina Maria continuarono intimi fino al 1737, periodo nel quale la coppia reale ebbe dieci figli. Stanca ed invecchiata da tale fecondità, Maria cominciò a raffreddarsi, e Luigi si staccò da lei; da questo momento la sovrana fu completamente estranea alla vita del marito. Luigi tradì la moglie ripetutamente e finì per abbandonarla nei suoi appartamenti, come era successo alla precedente regina, Maria Teresa, costretta a convivere con lo stuolo delle amanti del Re Sole. Luigi XV aveva infatti moltissime amanti, tra cui la famosa Madame de Pompadour, che diventerà una delle donne più potenti del XVIII secolo. Come da contraltare, la regina Maria non riuscì mai ad acquisire nessuna influenza politica, al punto da essere completamente separata dagli affari e dalle decisioni di Stato. Dopo la morte della regina Maria, avvenuta nel 1768, Luigi XV fece di Madame du Barry la sua amante ufficiale, la quale divenne un importante figura d'influenza a Versailles. Luigi XV restò comunque sempre teneramente affezionato ai suoi figli, specialmente alle tante femmine. Il delfino Luigi Ferdinando invece ebbe sempre in odio le tante amanti paterne e quando il monarca venne colpito dal tentativo di assassinio, prese frettolosamente il suo posto, bramoso di ottenere il trono di Francia qualora il padre fosse morto.

### Regina di Francia

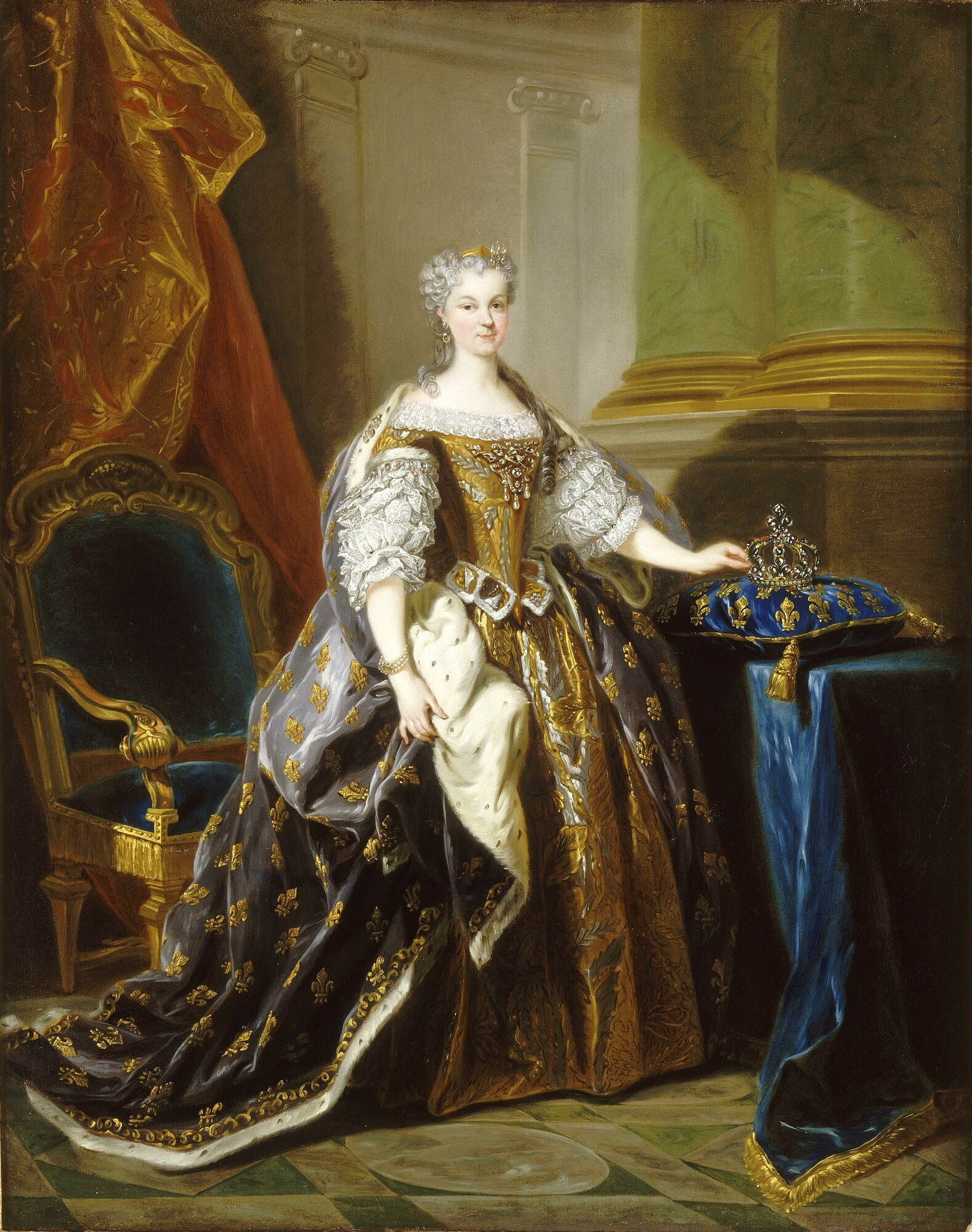
Ritratto della regina Marie di Francia nel 1725, Jean-Baptiste van Loo, Reggia di Versailles.

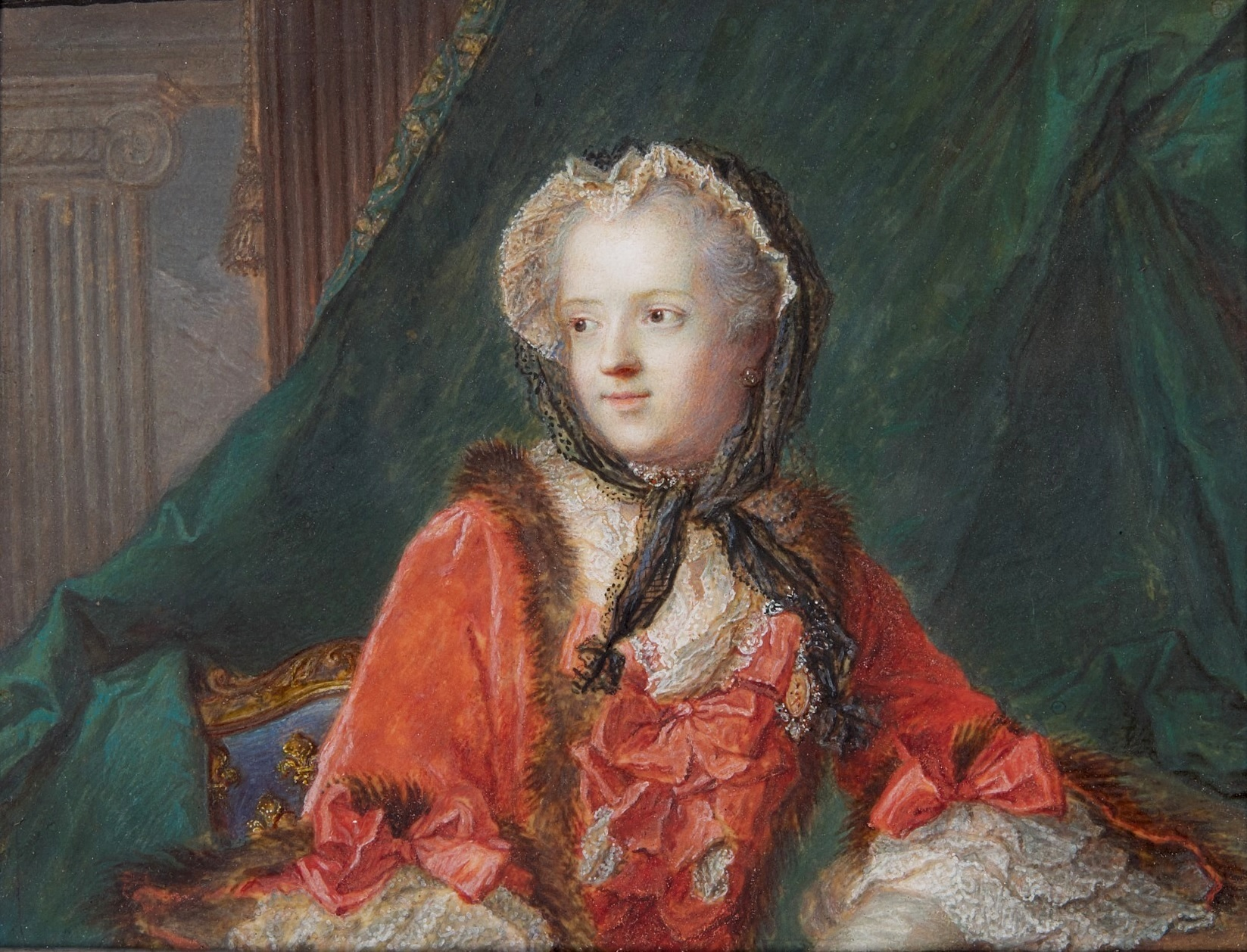
Ritratto di Maria Leszczyńska, arista Jean-Marc Nattier.

Nel 1726, la neo regina appoggiò il duca di Borbone quale Ministro del regno, cosa che le attirò però il risentimento del Cardinale de Fleury, il quale aveva un'influenza notevole sul sovrano e che verrà nominato lui capo del governo. Luigi XV prese il tentativo di coinvolgimento in politica della moglie molto male, e dopo tale evento Maria fu completamente separata dagli affari di Stato e da ogni influenza politica su Luigi. La Guerra di successione polacca fu un'occasione per Maria per rientrare nella vita politica; nel 1733 dichiarò il suo sostegno al padre nella sua pretesa sul trono polacco. La regina Maria, così come sua madre, mantenne una corrispondenza politica con Margareta Gyllenstierna, consorte di Arvid Horn, che aveva conosciuto durante il suo soggiorno in Svezia. Abbandonata dal marito in favore delle sue numerose amanti, la Regina lavorerò negli affari culturali della Francia: sensibile all'arte fin da giovane, portò molti artisti alla corte di Versailles, come Wolfgang Amadeus Mozart nel 1764. Si assicurò che la vita musicale fosse mantenuta a Versailles e organizzò regolarmente concerti nel Salon de la Paix. Era infatti una grande amante della musica ma anche della pittura e divenne la protettrice di molti artisti, tra cui Farinelli o Voltaire. La sua indole mite e il suo disinteresse per la vita politica, non la resero tuttavia mai una donna fragile. Prese sotto la sua protezione molte opere di carità, contribuì alla propagazione del Sacro Cuore di Gesù, organizzò numerose assemblee in cui i sacerdoti potevano parlare e chiedere donazioni, e arrivò persino a indebitarsi per beneficenza. Fondò anche un rifugio per ragazze povere a Versailles. Sebbene il suo carattere leggero e timido non suscitasse l'interesse di molti dei suoi cortigiani, verrà riconosciuta come una regina di cultura e gentilezza.

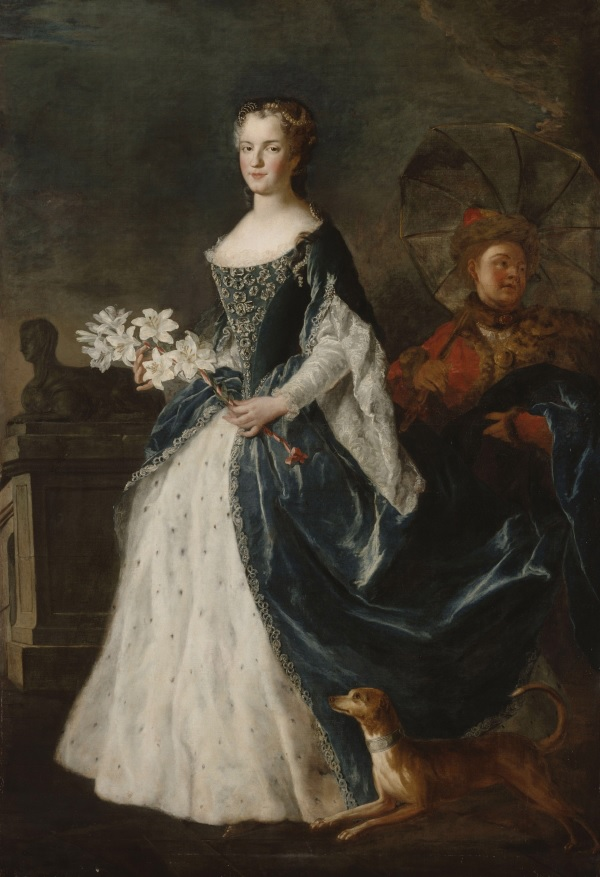
Maria nel 1730, Alexis Simon Belle, conservato a Versailles.

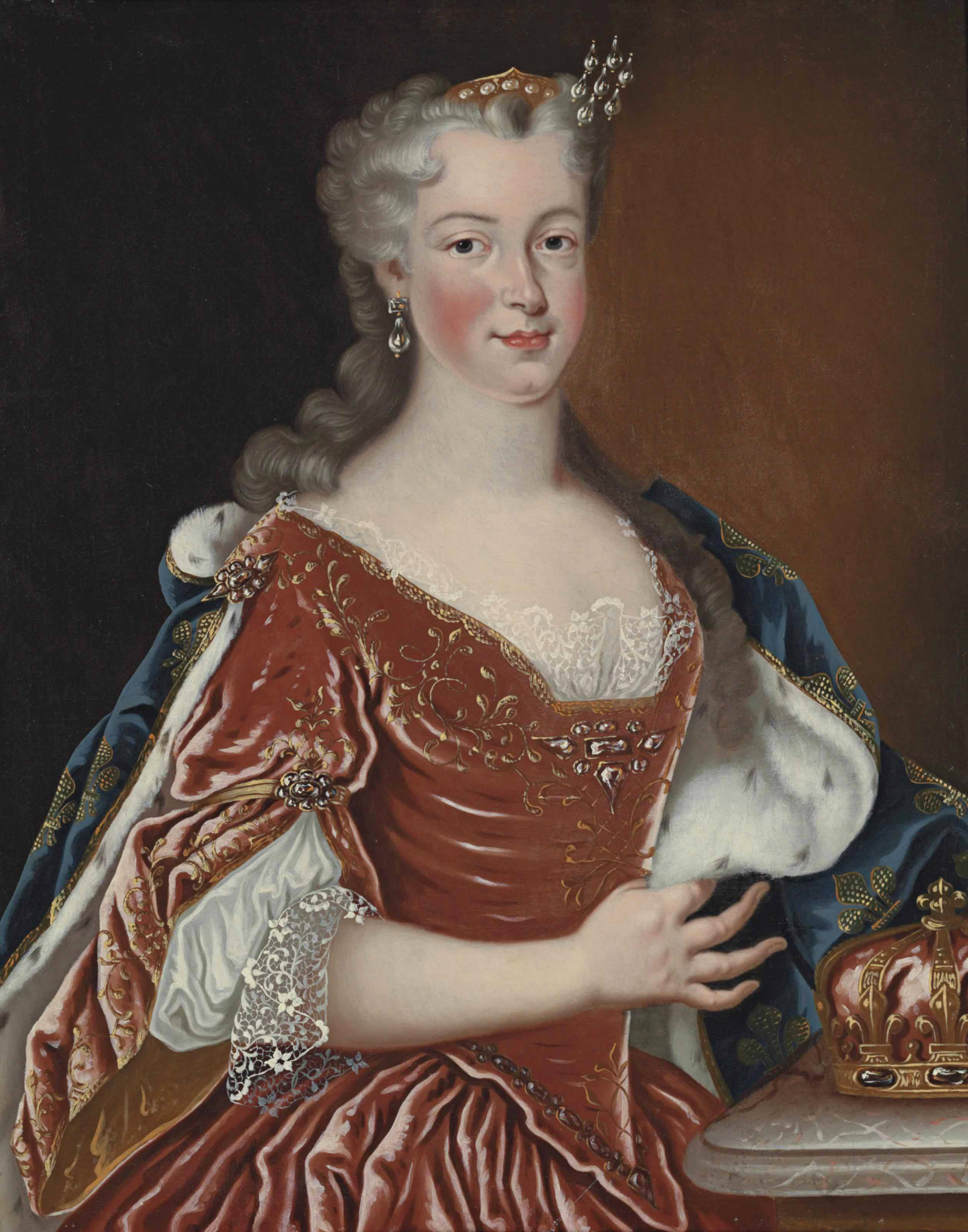
Ritratto della regina, Jean-Baptiste van Loo, Reggia di Versailles.

Di fronte all'adulterio del re, mantenne discrezione e dignità, intrattenendo persino relazioni cordiali per vent'anni con la più famosa delle amanti di Luigi XV, Madame di Pompadour. Tuttavia, bisogna ammettere, come nota Talleyrand, che "le sue virtù hanno qualcosa di triste che non suscita alcuna attrazione nei suoi confronti". Dopo il disamore di Luigi XV, si rifugiò nell'affetto per i suoi figli, che goffamente cercavano di schierarsi dalla sua parte, e per il padre, che veniva a trovarla spesso e le consigliava pazienza e sottomissione. Ottenne da Luigi XV, forse in cerca di perdono, un grande appartamento privato, distrutto poi dai lavori di ristrutturazione di Maria Antonietta, dove poter condurre una vita più tranquilla, meno incentrata sullo sfarzo. Attorno a lei si formò un gruppo di amici, tra cui la coppia di Luynes. Aveva un registratore di cassa di 96.000 lire, una somma piuttosto piccola per una regina, da destinare ai suoi divertimenti, alle sue elemosine e al suo gioco d'azzardo. Spesso aveva dei debiti, dovuti alla sua passione per il gioco d'azzardo (soprattutto per la biribissi), cancellati da Luigi XV o dal padre Stanislao .

### Morte

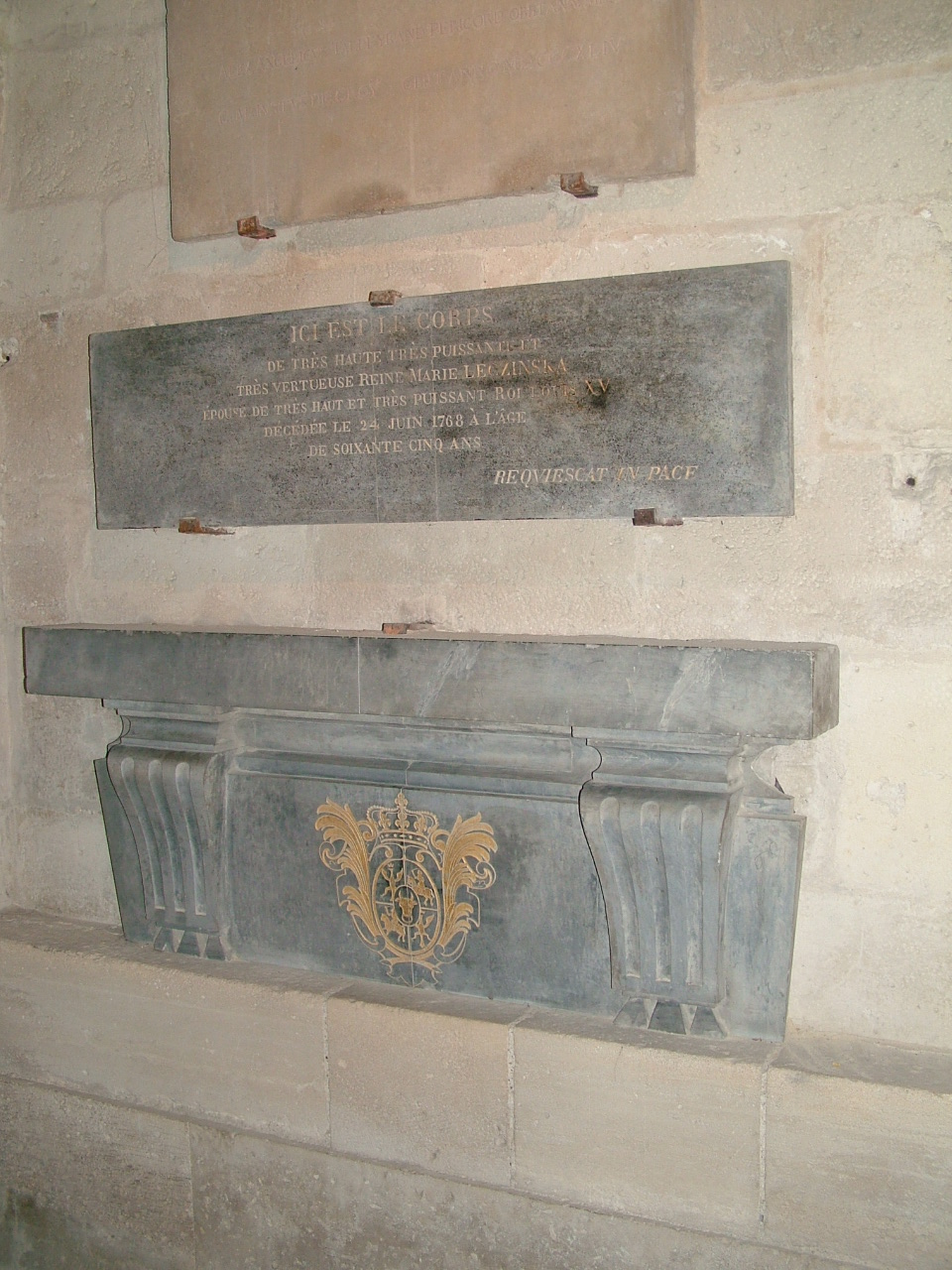
Tomba della regina Maria.

Dal 1765 in poi, la vita di Maria Leszczynska fu costellata di lutti: nel 1765 morì il figlio Luigi Ferdinando, avvenimento che la colpì molto, nel 1766 morì il padre Stanislao. Le ripetute gravidanze e le infedeltà del marito offuscarono gradualmente la sua gioia. 
Maria morì il 24 giugno 1768, il giorno dopo il suo sessantacinquesimo compleanno, passando alla storia come la Regina consorte di Francia più longeva in carica. Nel 1774 la raggiunse il marito Luigi XV che lasciò il trono al nipote Luigi XVI, ghigliottinato nel 1793 durante la Rivoluzione francese. Fu sepolta nella basilica di Saint-Denis, e il suo cuore deposto nella chiesa della Madonna del Buon Soccorso a Nancy, vicino alla tomba del padre.

## Discendenza
Maria Leszczyńska e Luigi XV di Francia ebbero undici figli:
| Nome                                                           | Ritratto | Nascita e morte                   | Note |
| -------------------------------------------------------------- | -------- | --------------------------------- | --- |
| Maria Luisa Elisabetta Duchessa di Parma, Piacenza e Guastalla |          | 14 agosto 1727 6 dicembre 1759    | Sorella gemella di Enrichetta; sposò Filippo, Duca di Parma ed ebbe figli. |
| Anna Enrichetta Madame Seconde                                 |          | 14 agosto 1727 10 febbraio 1752   | Sorella gemella di Elisabetta; morì nubile. |
| Maria Luisa Madame Troisième                                   |          | 28 luglio 1728 19 febbraio 1733   | Morì all'età di quattro anni per un raffreddore. |
| Luigi Ferdinando Delfino di Francia                            |          | 4 settembre 1729 20 dicembre 1765 | Sposò in prime nozze l'Infanta Maria Teresa di Spagna ed ebbe figli; si sposò nuovamente con la Principessa Maria Giuseppina di Sassonia ed ebbe figli, inclusi Luigi XVI, Luigi XVIII e Carlo X. |
| Filippo Duca d'Angiò                                           |          | 30 agosto 1730 17 aprile 1733     | Morì all'età di due anni. |
| Maria Adelaide Duchessa di Louvois                             |          | 23 marzo 1732 27 febbraio 1800    | Morì nubile. |
| Maria Luisa Teresa Vittoria Madame Quatrième                   |          | 11 maggio 1733- 7 giugno 1799     | Morì nubile. |
| Sofia Filippina Elisabetta Giustina Duchessa di Louvois        |          | 17 luglio 1734 3 marzo 1782       | Morì nubile. |
| Figlio senza nome Principe(ssa) di France                      |          | 28 marzo 1735                     | Nato morto. |
| Maria Teresa Felicita Madame Sixième                           |          | 16 maggio 1736 28 settembre 1744  | Morì all'età di otto anni di vaiolo. |
| Luisa Maria poi Teresa di S. Agostino Badessa di Saint Denis   |          | 5 luglio 1737 23 dicembre 1787    | Fu una suora e morì nubile. |

## Maria Leszczyńska nella cultura di massa

### Cinema
- Versailles (1954), film con Tania Fédor
- Carlo Goldoni: Venezia, Gran Teatro del Mondo (2007), film con Silvia Fuga
- Le Joyeux Barbier  (1946), film con Constance Collier

### Miniserie televisive
- Monsieur Pompadour, con Éliane Varon (1973)
- Jeanne Poisson, Marquise de Pompadour, con Charlotte de Turckheim (2006)

### Documentari
- Secrets d'Histoire (2007)